# Perfume 7th Tour 2018『FUTURE POP』
『Perfume 7th Tour 2018『FUTURE POP』』（パフューム・セブンス・ツアー 2018 フュチャー・ポップ）は、日本のテクノポップユニット、Perfumeの15作目のライブ・ビデオである。

## パッケージ
Blu-rayの初回限定盤と通常盤、DVDの初回限定盤と通常盤の全4種でリリースされる。

## 収録トラック
DISC1には、アリーナツアーから神奈川・横浜アリーナ公演の模様を収録。
DISC2には、各メンバーにフォーカスするなど視点を変えた6曲の映像、各地の「『P.T.A.』のコーナー」で行われた「TOKYO GIRL」のダンスレクチャーの映像、各会場でのMC集、NTTドコモとのコラボプロジェクト「FUTURE-EXPERIMENT VOL.04 その瞬間を共有せよ。」として行われた年越しカウントダウンの模様が特典映像として収められる。

### DISC 1
1. Start-Up
2. Future Pop
3. エレクトロ・ワールド
4. If you wanna
5. 超来輪
6. FUSION
7. Tiny Baby
8. Let Me Know
9. 宝石の雨
10. Butterfly
11. スパイス
12. TOKYO GIRL
13. 575
14. Everyday
15. 「P.T.A.」のコーナー
16. FAKE IT
17. FLASH
18. Party Maker
19. 天空
20. 無限未来

### DISC 2
※初回限定盤のみ
- 「Future Pop」-Fix Angle-
- 「エレクトロ・ワールド」-Fix Angle-
- 「Tiny Baby」-Fix Angle-
- 「575」-KASHIYUKA Edit-
- 「Everyday」-NOCCHi Edit-
- 「Party Maker」-a-chan Edit-
- 「TOKYO GIRL」レクチャー映像 ツアーコンプリート
- ご当地MC集
- [Perfume×docomo] FUTURE-EXPERIMENT VOL.04 その瞬間を共有せよ。

## ランキング
初週売上2.4万枚で初登場1位を獲得。『Perfume 6th Tour 2016 「COSMIC EXPLORER」』以来通算7作目の1位となり、女性アーティスト歴代1位タイとなっていた「音楽BD1位通算獲得作品数」を歴代単独1位とした。また全アーティストでは歴代3位タイとなった。 